# Jean Tschabold
Jean Tschabold, né le 15 décembre 1925 et mort le 29 avril 2012, est un gymnaste suisse. Avec l'équipe suisse, il est champion du monde par équipe en 1950, médaillé d'argent aux Jeux olympiques de 1952 et médaillé de bronze aux championnats du monde de 1954.

## Biographie
Jean Tschabold naît le 15 décembre 1925. En 1933, il rejoint la société de gymnastique Lausanne-Bourgeoise, à Lausanne. En 1939, il entre aux actifs. Il participe à neuf championnats de Suisse, de 1947 à 1955, et gagne plusieurs épreuves. De 1948 à 1956, il est membre de l'équipe suisse de gymnastique. Avec son équipe, il est champion du monde à Bâle en 1950, médaillé d'argent aux Jeux olympiques de 1952 à Helsinki, en Finlande, et médaillé de bronze aux championnats du monde de 1954, à Rome, en Italie. En individuel, il est 5e au cheval et 6e à la barre fixe à Helsinki.
En 1955, Jean Tschabold réussit son brevet fédéral de maître de gym. Il enseigne ensuite à Lausanne. De 1955 à 1980, il commente les compétitions de gymnastique pour la Télévision suisse romande. Il décède le 29 avril 2012 à l'âge de 86 ans.

## Palmarès

### Jeux olympiques
- Helsinki 1952
  -  médaille d'argent par équipes
  - 5e au cheval d'arçons
  - 6e à la barre fixe

### Championnats du monde
- Bâle 1950
  -  médaille d'or par équipes
  - 14e au classement général individuel
  - 4e au saut

- Rome 1954
  -  médaille de bronze par équipes
  - 14e au classement général individuel